# Château de la Pellonnière
Le château de la Pellonnière ou de la Pellonière est une demeure des XVe – XVIIe siècles, restaurée au XIXe siècle, qui se dresse sur le territoire de la commune française de Pin-la-Garenne, dans le département de l'Orne, en région Normandie.
Le château, propriété privée non ouvert à la visite, est partiellement inscrit au titre des monuments historiques.

## Localisation
Le château de la Pellonnière est situé, à 700 m à l'ouest de la commune de Pin-la-Garenne, dans le département français de l'Orne.

## Historique
Les héritiers de Robert du Grenier et Marguerite de Cochefilet construisirent à la fin du XVe siècle, près des vestiges d'un gros donjon cylindrique, un manoir flanqué d'une tourelle d'escalier polygonale. Le château est agrandi au XVIIe siècle avec l'ajout de plusieurs ailes, de pavillons et d'un gros colombier.
Sous Louis XV, Charles-François Le Conte de Gersant le transformera. Selon le vœu de Mlle de La Rivière il abrita une maison de repos et de vacances.

## Description
Le logis est flanqué d'une tour hexagonale à usage d'escalier et d'une échauguette, et vestiges d'une enceinte flanquée de tours rondes.

## Protection
Les façades et les toitures du logis du XVe siècle, du pavillon d'angle, du colombier, de l'entrée et du logis d'angle du château sont inscrits au titre des monuments historiques par arrêté du 29 juin 1967.